# پل خیابان فان بورن (شیکاگو)
«پل خیابان فان بورن» یک پل بازشو است که از روی رود شیکاگو در مرکز شهر شیکاگو، ایلینوی، ایالات متحده عبور می‌کند. این پل ششمین پلی است که در این مکان و با این نام ساخته شده و در سال ۱۹۵۶ تکمیل شد. این پل جایگزین پل بازشوی نوع «رولینگ لیفت» ساخته‌شده در سال ۱۸۹۵ شد که توسط ویلیام شرزر طراحی شده بود.

## پیوندهای بیرونی
- پرونده‌های رسانه‌ای مربوط به Van Buren Street Bridge (Chicago, 1956 bascule) در ویکی‌انبار